# Roman Rossa
Roman Rossa (Bruchsal, 2 dicembre 1972) è un attore e doppiatore tedesco.

## Biografia
Nasce a Bruchsal, ma trascorre la vita nello Schleswig-Holstein. Fino al 1977 la famiglia Rossa risiede a Roma. 
Partecipa, tra il 2005 e il 2007, come protagonista nella soap Julia - La strada per la felicità, su ZDF, nei panni di Daniel Gravenberg, mentre ne è ospite nel 2008, con Susanne Gärtner. Da qui riceve diversi ingaggi, fra cui, nel 2009, un ruolo nella serie tv poliziesca Squadra Speciale Cobra 11.

## Filmografia

### Televisione
- SK-Babies – serie TV, episodio 3x12 (1998)
- Eine schräge Familie, regia di Jan Ruzicka (1999)
- Männer aus zweiter Hand, regia di Oliver Sudden (1999)
- Schimanski sul luogo del delitto (Schimanski) – serie TV, episodio 1x07 (1999)
- Polizeiruf 110 – serie TV, episodio 29x01 (2000)
- Aus gutem Haus – serie TV, episodio 1x08 (2000)
- Die Spur meiner Tochter, regia di Hajo Gies (2000)
- Stubbe - Von Fall zu Fall – serie TV, episodio 1x17 (2000)
- SK Kölsch – serie TV, episodio 2x05 (2001)
- Jud Süß - Ein Film als Verbrechen?, regia di Horst Königstein (2001)
- Wenn zwei sich trauen, regia di Erwin Keusch (2002)
- Edel & Starck – serie TV, episodio 1x02 (2002)
- Guardia costiera (Küstenwache) – serie TV, episodio 5x09 (2002)
- Un caso per due (Ein Fall für zwei) – serie TV, episodio 23x06 (2003)
- Krista – serie TV, 6 episodi (2003)
- Verliebt in Berlin – serial TV, 4 puntate (2005)
- Unter weißen Segeln – serie TV, episodi 1x03-1x05-1x06 (2005-2006)
- In aller Freundschaft – serie TV, episodio 10x24 (2007)
- Squadra Speciale Cobra 11 (Alarm für Cobra 11 - Die Autobahnpolizei) – serie TV, episodi 5x16-11x10 (2002-2007)
- Rosamunde Pilcher – serie TV, episodio 1x68 (2007)
- Julia - La strada per la felicità (Julia - Wege zum Glück) – serial TV, 290 puntate (2005-2007, 2008)
- SOKO 5113 – serie TV, episodi 34x04-35x19 (2008-2010)
- Die Rosenheim-Cops – serie TV, episodio 9x28 (2010)
- Tod in Istanbul, regia di Matti Geschonneck (2010)

#### Doppiatore
- Piccolo e Taro Soramame in Dragonball – serie animate,  (2000)